# Schadenbach
Schadenbach ist ein Stadtteil von Homberg (Ohm) im mittelhessischen Vogelsbergkreis.

## Geographie

### Geographische Lage
Das Dorf liegt am Rande des Vogelsbergs.

### Nachbarorte
| Deckenbach     | Nieder-Ofleiden                             | Homberg    |
| Wermertshausen | Kompassrose, die auf Nachbargemeinden zeigt | Büßfeld    |
| Rüddingshausen | Weitershain                                 | Bleidenrod |

## Ortsgeschichte

### Mittelalter
Die schriftliche Überlieferung im Mittelalter ist dürftig. Die Dorfgründung wird im Zuge des hochmittelalterlichen Landausbaus im 11. oder 12. Jahrhundert erfolgt sein.
Die Ersterwähnung als „Schadenbach“ erfolgte um das Jahr 1300. Sie stammt aus einem Kopiar, das zwischen 1400 und 1425 entstand. Der Ortsname findet sich in einer Liste von Orten, welche zum Sendbezirk Ober-Ofleiden gehörten.
1369 wird „Hartmann von Schadenbach“ urkundlich genannt, der dem Dorfadel zugehörig war. Hartmann von Schadenbach gehörte zu den Landgerichtsschöffen des mittelalterlichen Landgerichts Homberg (Ohm). 1466 wird Schadenbach in einer Liste des Amtes Homberg nicht mehr erwähnt. Es war wüst gefallen.
1517 heißt es: „gelegen zu schadenbach“.
Der Ortsnamen wird abgeleitet von einem Bach, welcher der Siedlung, an der Bach lag, Schaden zufügte. Das ahd. Wort „scado“ und das mhd. „schade“ bedeuten „Schädigung, Verlust“.
Wie Dannenrod und Höingen wird Schadenbach, nachdem es im 15. Jahrhundert zur Wüstung wurde, im 16. Jahrhundert wieder aufgebaut.

### Neuzeit
Im Gegensatz zu anderen Wüstungen wurde Schadenbach aber zu Beginn des 16. Jahrhunderts wieder aufgebaut. Dabei handelte es sich um eine planmäßige Ansiedlung, die auf Befehl des einzigen Grundherren des Dorfes geschah. Das war der Landgraf von Hessen. Die meisten der neu angesiedelten Personen stammten aus dem landgräflichen Amt Blankenstein bei Gladenbach.
Die Statistisch-topographisch-historische Beschreibung des Großherzogthums Hessen berichtet 1830 über Schadenbach:

„Schadenbach (L. Bez. Kirtorf) evangel. Filialdorf; liegt 3 St. von Kirtorf, hat 35 Häuser und 195 evangelische Einwohner, so wie 1 Kirche und 1 Schulhaus. Der Ort gehörte schon frühe zur Kirche von Oberofleiden.“

Hessische Gebietsreform (1970–1977)
Zum 1. Oktober 1971 wurde die bis dahin selbständige Gemeinde Schadenbach im Zuge der Gebietsreform in Hessen zeitgleich mit zehn weiteren Gemeinden auf freiwilliger Basis als Stadtteil in die Stadt Homberg (Ohm) – damals noch mit dem Namen Homberg (Kreis Alsfeld) – eingegliedert.
Für alle durch die Gebietsreform nach Homberg eingegliederten Gemeinden und die Kernstadt wurden Ortsbezirke mit Ortsbeirat und Ortsvorsteher nach der Hessischen Gemeindeordnung gebildet.

### Verwaltungsgeschichte im Überblick
Die folgende Liste zeigt die Staaten und Verwaltungseinheiten, denen Schadenbach angehört(e):
- vor 1567: Heiliges Römisches Reich, Landgrafschaft Hessen, Amt Homberg an der Ohm
- ab 1567: Heiliges Römisches Reich, Landgrafschaft Hessen-Marburg, Amt Homberg an der Ohm[17]
- 1604–1648: Heiliges Römisches Reich, strittig zwischen Landgrafschaft Hessen-Darmstadt und Landgrafschaft Hessen-Kassel (Hessenkrieg)
- ab 1604: Heiliges Römisches Reich, Landgrafschaft Hessen-Darmstadt, Oberfürstentum Hessen, Amt Homberg an der Ohm[18]
- ab 1806: Großherzogtum Hessen,[Anm. 2] Fürstentum Oberhessen, Amt Homberg an der Ohm[19][20]
- ab 1815: Großherzogtum Hessen[Anm. 3], Provinz Oberhessen, Amt Homberg an der Ohm[21]
- ab 1821: Großherzogtum Hessen, Provinz Oberhessen, Landratsbezirk Kirtorf[22][Anm. 4]
- ab 1832: Großherzogtum Hessen, Provinz Oberhessen, Kreis Alsfeld
- ab 1848: Großherzogtum Hessen, Regierungsbezirk Alsfeld
- ab 1852: Großherzogtum Hessen, Provinz Oberhessen, Kreis Alsfeld
- ab 1866: Norddeutscher Bund[Anm. 5], Großherzogtum Hessen, Provinz Oberhessen, Kreis Alsfeld
- ab 1871: Deutsches Reich, Großherzogtum Hessen, Provinz Oberhessen, Kreis Alsfeld
- ab 1918: Deutsches Reich (Weimarer Republik), Volksstaat Hessen, Provinz Oberhessen, Kreis Alsfeld
- ab 1938: Deutsches Reich, Volksstaat Hessen, Landkreis Alsfeld[23][Anm. 6]
- ab 1945: Amerikanische Besatzungszone,[Anm. 7] Groß-Hessen, Regierungsbezirk Darmstadt, Landkreis Alsfeld
- ab 1946: Amerikanische Besatzungszone, Land Hessen, Regierungsbezirk Darmstadt, Landkreis Alsfeld
- ab 1949: Bundesrepublik Deutschland, Land Hessen, Regierungsbezirk Darmstadt, Landkreis Alsfeld
- ab 1971: Bundesrepublik Deutschland, Land Hessen, Regierungsbezirk Darmstadt, Landkreis Alsfeld, Stadt Homberg (Ohm)[Anm. 8]
- ab 1972: Bundesrepublik Deutschland, Land Hessen, Regierungsbezirk Darmstadt, Vogelsbergkreis, Stadt Homberg (Ohm)
- ab 1981: Bundesrepublik Deutschland, Land Hessen, Regierungsbezirk Gießen, Vogelsbergkreis, Stadt Homberg (Ohm)

### Gerichtszugehörigkeit seit 1803
In der Landgrafschaft Hessen-Darmstadt wurde mit Ausführungsverordnung vom 9. Dezember 1803 das Gerichtswesen neu organisiert. Für die Provinz Oberhessen wurde das Hofgericht Gießen als Gericht der zweiten Instanz eingerichtet. Die Rechtsprechung der ersten Instanz wurde durch die Ämter bzw. Standesherren vorgenommen und somit war für Schadenbach das „Amt Homberg an der Ohm“ zuständig.
Das Hofgericht war für normale bürgerliche Streitsachen Gericht der zweiten Instanz, für standesherrliche Familienrechtssachen und Kriminalfälle die erste Instanz. Übergeordnet war das Oberappellationsgericht Darmstadt.
Mit der Gründung des Großherzogtums Hessen 1806 wurde diese Funktion beibehalten, während die Aufgaben der ersten Instanz 1821 im Rahmen der Trennung von Rechtsprechung und Verwaltung auf die neu geschaffenen Landgerichte übergingen. „Landgericht Homberg an der Ohm“ war daher von 1821 bis 1879 die Bezeichnung für das erstinstanzliche Gericht in Homberg an der Ohm, das für Schadenbach zuständig war.
Anlässlich der Einführung des Gerichtsverfassungsgesetzes mit Wirkung vom 1. Oktober 1879, infolge derer die bisherigen großherzoglich hessischen Landgerichte durch Amtsgerichte an gleicher Stelle ersetzt wurden, während die neu geschaffenen Landgerichte nun als Obergerichte fungierten, kam es zur Umbenennung in „Amtsgericht Homberg an der Ohm“ und Zuteilung zum Bezirk des Landgerichts Gießen. Am 15. Juni 1943 wurde das Gericht zur Zweigstelle des Amtsgerichtes Alsfeld, aber bereits wieder mit Wirkung vom 1. Juni 1948 in ein Vollgericht umgewandelt. Am 1. Juli 1968 erfolgte die Auflösung des Amtsgerichts Homberg und Schadenbach wurde dem Bereich des Amtsgerichts Kirchhain zugeteilt.
1973 wechselte die Stadt Homberg an der Ohm und mit ihr Schadenbach in den Zuständigkeitsbereich des Amtsgerichts Alsfeld.
In übergeordneten Instanzen sind jetzt das Landgericht Gießen, das Oberlandesgericht Frankfurt am Main sowie der Bundesgerichtshof als letzte Instanz.

### Einwohnerentwicklung
| • 1577: | 030 Hausgesesse                    |
| • 1791: | 170 Einwohner                      |
| • 1800: | 165 Einwohner                      |
| • 1806: | 165 Einwohner, 30 Häuser           |
| • 1829: | 195 Einwohner, 35 Häuser           |
| • 1867: | 188 Einwohner, 36 bewohnte Gebäude |
| • 1875: | 175 Einwohner, 34 bewohnte Gebäude |

| Schadenbach: Einwohnerzahlen von 1791 bis 2019 | Schadenbach: Einwohnerzahlen von 1791 bis 2019 | Schadenbach: Einwohnerzahlen von 1791 bis 2019 | Schadenbach: Einwohnerzahlen von 1791 bis 2019 | Schadenbach: Einwohnerzahlen von 1791 bis 2019 |
| --- | ---------------------------------------------- | ---------------------------------------------- | ---------------------------------------------- | ---------------------------------------------- |
| Jahr |                                                |                                                |                                                | Einwohner                                      |
| 1791 | 1791                                           |                                                | 170                                            | 170                                            |
| 1800 | 1800                                           |                                                | 165                                            | 165                                            |
| 1806 | 1806                                           |                                                | 165                                            | 165                                            |
| 1829 | 1829                                           |                                                | 195                                            | 195                                            |
| 1834 | 1834                                           |                                                | 166                                            | 166                                            |
| 1840 | 1840                                           |                                                | 209                                            | 209                                            |
| 1846 | 1846                                           |                                                | 210                                            | 210                                            |
| 1852 | 1852                                           |                                                | 168                                            | 168                                            |
| 1858 | 1858                                           |                                                | 183                                            | 183                                            |
| 1864 | 1864                                           |                                                | 190                                            | 190                                            |
| 1871 | 1871                                           |                                                | 175                                            | 175                                            |
| 1875 | 1875                                           |                                                | 175                                            | 175                                            |
| 1885 | 1885                                           |                                                | 181                                            | 181                                            |
| 1895 | 1895                                           |                                                | 196                                            | 196                                            |
| 1905 | 1905                                           |                                                | 179                                            | 179                                            |
| 1910 | 1910                                           |                                                | 190                                            | 190                                            |
| 1925 | 1925                                           |                                                | 193                                            | 193                                            |
| 1939 | 1939                                           |                                                | 206                                            | 206                                            |
| 1946 | 1946                                           |                                                | 342                                            | 342                                            |
| 1950 | 1950                                           |                                                | 319                                            | 319                                            |
| 1956 | 1956                                           |                                                | 238                                            | 238                                            |
| 1961 | 1961                                           |                                                | 195                                            | 195                                            |
| 1967 | 1967                                           |                                                | 188                                            | 188                                            |
| 1970 | 1970                                           |                                                | 201                                            | 201                                            |
| 1980 | 1980                                           |                                                | ?                                              | ?                                              |
| 1990 | 1990                                           |                                                | ?                                              | ?                                              |
| 2000 | 2000                                           |                                                | ?                                              | ?                                              |
| 2011 | 2011                                           |                                                | 210                                            | 210                                            |
| 2015 | 2015                                           |                                                | 196                                            | 196                                            |
| 2019 | 2019                                           |                                                | 187                                            | 187                                            |
| Datenquelle: Historisches Gemeindeverzeichnis für Hessen: Die Bevölkerung der Gemeinden 1834 bis 1967. Wiesbaden: Hessisches Statistisches Landesamt, 1968. Weitere Quellen: LAGIS; Stadt Homburg (Ohm); Zensus 2011 |                                                |                                                |                                                |                                                |

### Religionszugehörigkeit
| • 1829: | 195 evangelische (= 100 %) Einwohner                               |
| • 1961: | 170 evangelische (= 87,18 %), 20 katholische (= 10,26 %) Einwohner |

## Vereine
Das kulturelle Leben im Dorf prägen folgende Vereine:
- Freiwillige Feuerwehr
- Geflügelzuchtverein
- Landfrauenverein
- Schadenbacher Dorfjugend
- Tischtennisgemeinschaft
- VdK Büßfeld-Schadenbach

## Verkehr
- Den öffentlichen Personennahverkehr stellt eine Buslinie der Verkehrsgesellschaft Oberhessen her.